# (35265) Takeosaitou
1996 NS5 (asteroide 35265) é um asteroide da cintura principal. Possui uma excentricidade de 0.13521120 e uma inclinação de 6.54552º.
Este asteroide foi descoberto no dia 12 de julho de 1996 por Tomimaru Okuni em Nanyo.